# Legge di ripartizione stereo
La legge di ripartizione stereo, in inglese pan law, o pan rule, è un principio nel campo della registrazione e della miscelazione che afferma che qualsiasi segnale di ampiezza e fase uguali che viene riprodotto in entrambi i canali di un sistema stereo aumenterà in volume (percepito, del suono complessivo rispetto a ciascuno dei due singoli) di 6,02 dBSPL, a condizione che ci sia una risposta perfetta nel sistema di altoparlanti e un'acustica perfetta nella sala. Pertanto, si rende necessario operare una compensazione per far sì che il volume percepito dall'ascoltatore resti costante.
Immaginiamo, per esempio, di dover spostare la posizione apparente di un suono dal centro (somma dei due suoni dati dai due canali, destro e sinistro) a un lato (singolo suono di uno dei due canali). Dato che il volume percepito diminuirebbe, per operare una compensazione, il volume del suono singolo deve essere aumentato. Spesso, la somma acustica di una sala e di un sistema è molto inferiore all'ideale, quindi basterà aumentare il livello relativo specifico (del canale singolo) da −3 dB a 0 dB quando il segnale mono viene spostato dal centro all'estrema sinistra o destra. L'idea di includere una legge di ripartizione stereo è quella di far sì che quando i segnali vengono diretti a sinistra o a destra con la manopola del pan (o potenziometro panoramico), il volume percepito rimanga lo stesso.
Tuttavia, sia la direzione in cui si verifica l'attenuazione durante lo spostamento panoramico, sia l'entità dell'attenuazione del segnale, variano in base alla legge di ripartizione stereo (in pratica, in base alle caratteristiche della sala e del sistema stereo). Per esempio, le console digitali Yamaha utilizzano una tipica regola di ripartizione stereo (di compromesso) di 3 dB con la quale il segnale (canale singolo) è a livello originario quando la posizione pan è a ore 12:00 (centro) e diventa progressivamente più forte (fino a + 3 dB) man mano che viene spostato a destra o a sinistra.
La regola di ripartizione stereo di 3 dB è un compromesso applicato comunemente per soddisfare le mediocri capacità di somma acustica della maggior parte delle sale di controllo per il missaggio audio. Tuttavia, la casa produttrice di console SSL utilizzava una regola di ripartizione stereo di 4,5 dB, poiché riteneva che le loro costose console sarebbero state utilizzate normalmente in sale regolate in modo da avere capacità di somma acustica più vicine all'ideale.
Molte console, che hanno una sola regola di ripartizione stereo, ne utilizzano una tale che un segnale spostato completamente a sinistra o a destra sia a pieno livello e diventi progressivamente più basso di livello man mano che il pan viene diretto al centro.
Secondo l'ingegnere mastering Glenn Meadows, le sale Kinoshita-Hidley presso Masterfonics (Nashville, Tennessee), producono una somma acustica prossima a 5,9 dB quando a entrambi gli altoparlanti viene presentato lo stesso segnale in fase.